# Ophelimus gemma
Ophelimus gemma är en stekelart som först beskrevs av Girault 1921.  Ophelimus gemma ingår i släktet Ophelimus och familjen finglanssteklar. Inga underarter finns listade i Catalogue of Life.